# Squibs
Squibs er en britisk stumfilm fra 1921 af George Pearson.

## Medvirkende
- Betty Balfour som Squibs Hopkins
- Hugh E. Wright som Sam Hopkins
- Fred Groves som PC Charlie Lee
- Mary Brough som Mrs. Lee
- W. Cronin Wilson som Bully Dawson
- Annette Benson som Ivy Hopkins
- Ambrose Manning som Robert Lee